# 造字
造字本來是一個東亞汉字系統的一個重要組成部份。由於現存的漢字數超過十萬以上，而這些漢字都未必是我們日常會使用的字。而在有專門為東亞民族設計的系統時，就已經有“造字”的概念，以與系統內的常用字作區別。

## 造字的過程

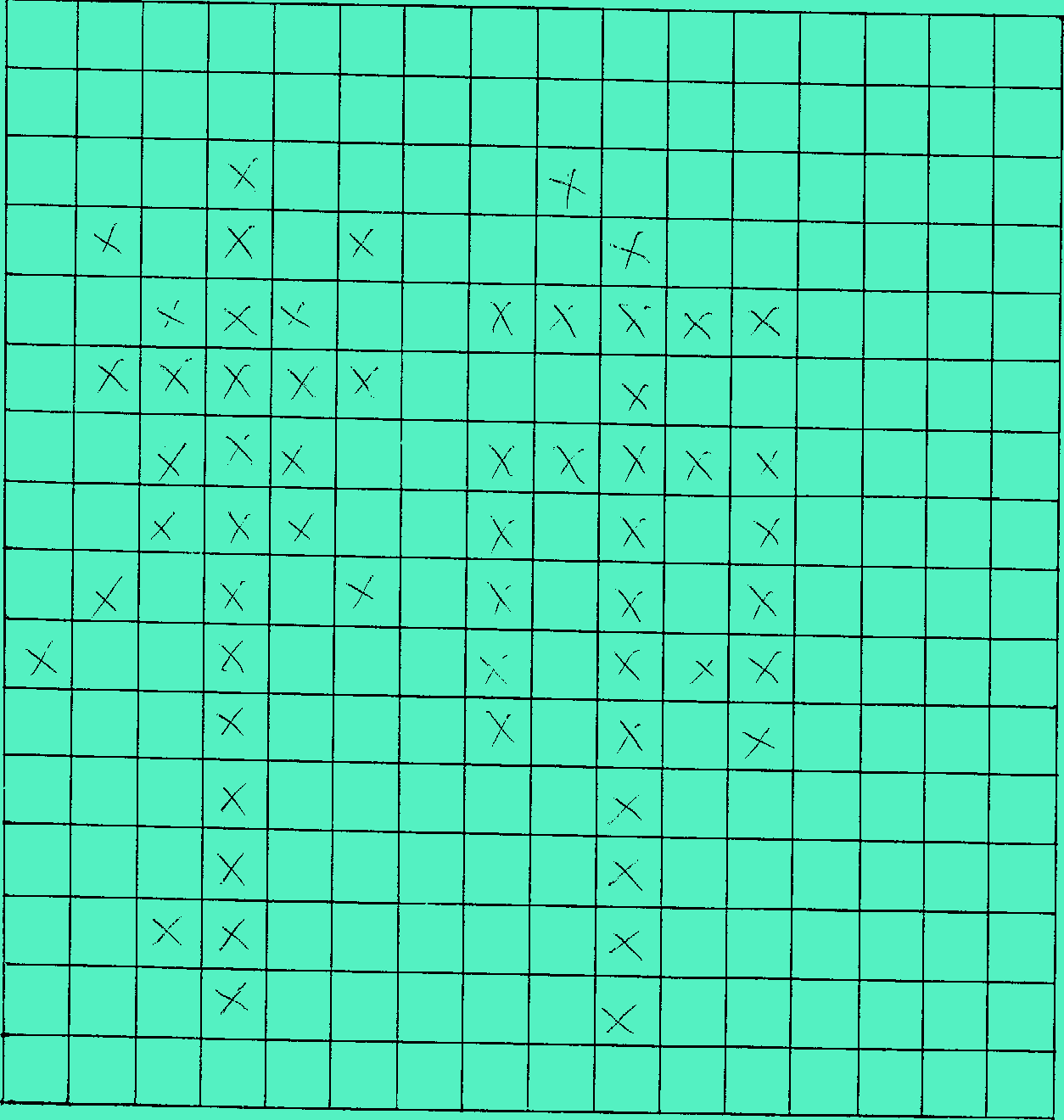
過去電腦公司為用戶設計造字時所使用的表格。

造字通常都由操作員透過手動或掃描的形式，把造字的點陣存入電腦內。
右圖為1980年代後期到1990年代初期一般電腦公司的造字形式。由於當時電腦在處理圖型的界面比較差，一般造字時都會由書法家或系統編程員本身在一張大型的方格字上寫字，然後再把表格數碼化成為一組16進位的數字，再儲存進造字檔內。

## 點陣字與描邊字
早期的造字程式都是採取點陣造字方式。描邊造字要到Windows 2000年代才開始支援，不過當時系統內建的造字程式是把點陣造字界面造出來的點陣字，透過描邊的算法來把它轉換成為描邊字。
與此同時，坊間開始出現標榜「向量造字」的造字程式。當時的生產商有：文鼎（造字精靈）和全真（全真造字）。

## 造字軟體
- 文鼎造字精靈
- 百圖字型編輯器
- 另外，微軟的Windows操作系統基本上從3.1版開始都有提供點陣的造字程式，而從Windows 2000開始會從用戶輸入的點陣字模重建描邊字型。

## 預製造字集
- HKSCS
- 中國海字集
- 漁業署外字集